# Trie-Château
Trie-Château és un municipi francès, situat al departament de l'Oise i a la regió dels Alts de França. L'any 2007 tenia 1.516 habitants.

## Demografia

### Població
El 2007 la població de fet de Trie-Château era de 1.516 persones. Hi havia 596 famílies de les quals 168 eren unipersonals (92 homes vivint sols i 76 dones vivint soles), 216 parelles sense fills, 180 parelles amb fills i 32 famílies monoparentals amb fills.
La població ha evolucionat segons el següent gràfic:
Habitants censats

### Habitatges
El 2007 hi havia 667 habitatges, 603 eren l'habitatge principal de la família, 38 eren segones residències i 25 estaven desocupats. 561 eren cases i 90 eren apartaments. Dels 603 habitatges principals, 454 estaven ocupats pels seus propietaris, 133 estaven llogats i ocupats pels llogaters i 16 estaven cedits a títol gratuït; 33 tenien una cambra, 64 en tenien dues, 74 en tenien tres, 161 en tenien quatre i 271 en tenien cinc o més. 427 habitatges disposaven pel capbaix d'una plaça de pàrquing. A 274 habitatges hi havia un automòbil i a 238 n'hi havia dos o més.

### Piràmide de població
La piràmide de població per edats i sexe el 2009 era:
| Homes | Edats   | Dones |
| ----- | ------- | ----- |
| 0     | 95 o +  | 0     |
| 4     | 90 a 94 | 12    |
| 4     | 85 a 89 | 28    |
| 8     | 80 a 84 | 12    |
| 20    | 75 a 79 | 8     |
| 48    | 70 a 74 | 36    |
| 36    | 65 a 69 | 32    |
| 44    | 60 a 64 | 44    |
| 52    | 55 a 59 | 40    |
| 80    | 50 a 54 | 44    |
| 64    | 45 a 49 | 56    |
| 44    | 40 a 44 | 64    |
| 48    | 35 a 39 | 56    |
| 36    | 30 a 34 | 40    |
| 48    | 25 a 29 | 48    |
| 20    | 20 a 24 | 36    |
| 68    | 15 a 19 | 44    |
| 76    | 10 a 14 | 48    |
| 36    | 5 a 9   | 48    |
| 40    | 0 a 4   | 28    |

## Economia

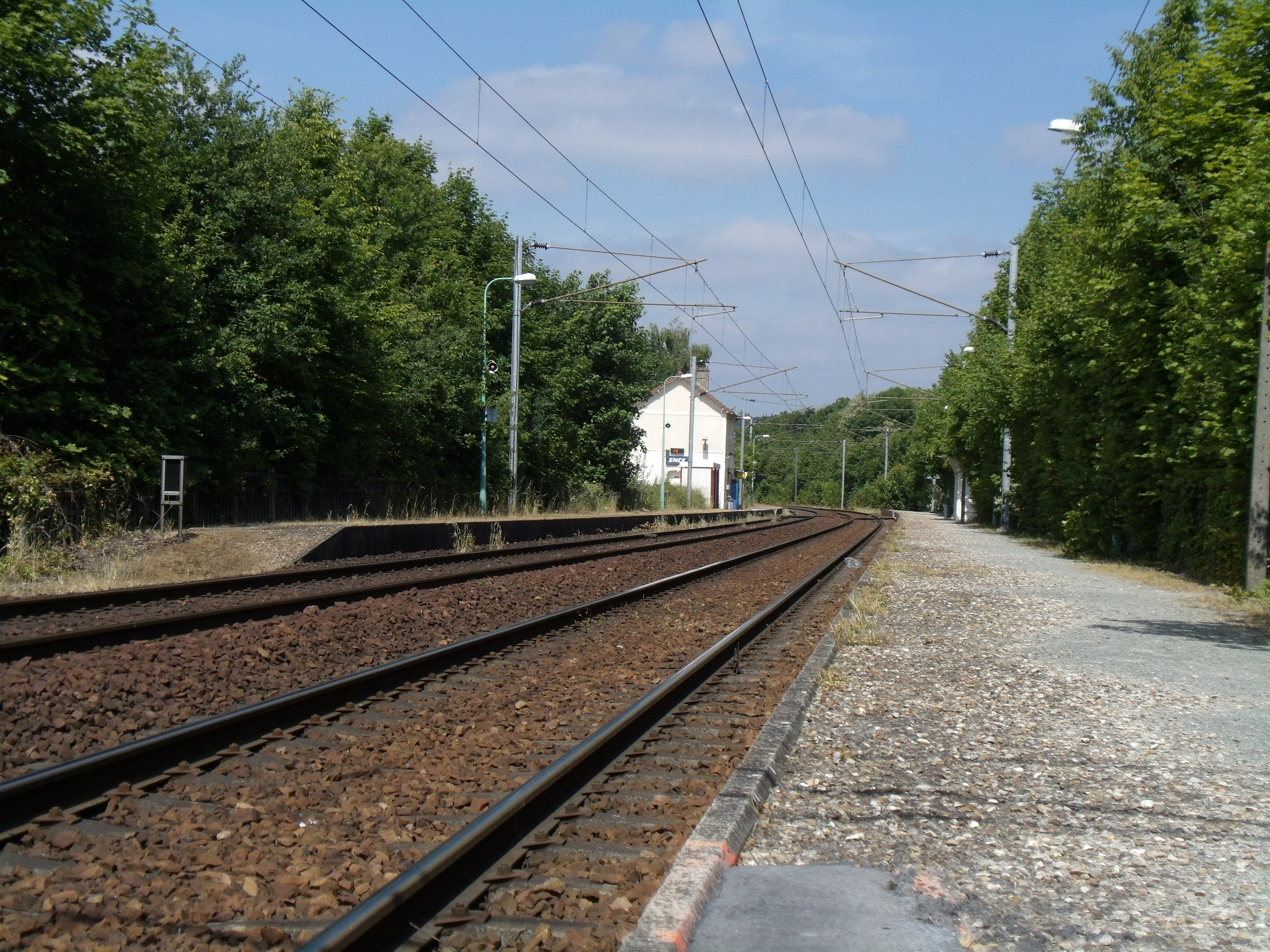
Trie-Château SNCF

El 2007 la població en edat de treballar era de 945 persones, 662 eren actives i 283 eren inactives. De les 662 persones actives 595 estaven ocupades (320 homes i 275 dones) i 67 estaven aturades (32 homes i 35 dones). De les 283 persones inactives 110 estaven jubilades, 91 estaven estudiant i 82 estaven classificades com a «altres inactius».

### Ingressos
El 2009 a Trie-Château hi havia 581 unitats fiscals que integraven 1.428 persones, la mediana anual d'ingressos fiscals per persona era de 20.894 €.

### Activitats econòmiques
Dels 68 establiments que hi havia el 2007, 2 eren d'empreses extractives, 1 d'una empresa alimentària, 2 d'empreses de fabricació de material elèctric, 8 d'empreses de fabricació d'altres productes industrials, 6 d'empreses de construcció, 14 d'empreses de comerç i reparació d'automòbils, 3 d'empreses de transport, 2 d'empreses d'hostatgeria i restauració, 2 d'empreses financeres, 4 d'empreses immobiliàries, 4 d'empreses de serveis, 13 d'entitats de l'administració pública i 7 d'empreses classificades com a «altres activitats de serveis».
Dels 15 establiments de servei als particulars que hi havia el 2009, 1 era una oficina de correu, 3 tallers de reparació d'automòbils i de material agrícola, 2 paletes, 1 fusteria, 1 electricista, 1 empresa de construcció, 2 perruqueries, 1 restaurant, 1 agència immobiliària, 1 tintoreria i 1 saló de bellesa.
Dels 3 establiments comercials que hi havia el 2009, 1 era, 1 una botiga de més de 120 m² i 1 una botiga de menys de 120 m².
L'any 2000 a Trie-Château hi havia 6 explotacions agrícoles.

## Equipaments sanitaris i escolars
El 2009 hi havia 1 farmàcia i 1 ambulància.
El 2009 hi havia una escola elemental.

## Poblacions més properes
El següent diagrama mostra les poblacions més properes.